# Cattedrale di San Giovanni Battista (Ragusa)
La cattedrale di San Giovanni Battista è il duomo di Ragusa superiore.

## Storia

### Epoca aragonese
La chiesa, prima del terremoto del 1693, sorgeva nella parte ovest dell'antico abitato di Ragusa sotto le mura del castello medievale, dove oggi si trova la chiesetta di Santa Agnese, edificata sulle sue rovine verso la fine del XVIII secolo.

### Epoca spagnola
Gravemente danneggiata dal sisma, viene riedificata al centro del nuovo abitato di Ragusa nella contrada del "Patro". Il 15 aprile 1694 fu posta la prima pietra e la chiesa dopo appena quattro mesi era completa, tanto che il 16 agosto fu aperta al culto con una solenne cerimonia cui presenziarono tutti i maggiorenti della Contea. Il breve tempo occorso per la costruzione indica che si trattava di una piccola chiesa, inadeguata alle esigenze del nuovo quartiere della città in espansione.
Pertanto furono i sangiovannari a ricostruire per primi un proprio luogo di culto, circostanza che continuò ad alimentare l'acredine e fomentare le diatribe nei confronti dei sangiorgiani, arroccati nella primitiva parte di città. Fazioni da sempre in contrasto, ove un evento sismico aveva ribaltato la supremazia dei luoghi e l'ordine delle correnti.
L'emancipazione della chiesa di San Giovanni avviene nel 1714. Pertanto fu decretato l'ingrandimento del tempio, nel 1718 si iniziò, quindi, la costruzione nello stesso sito di una chiesa più grande. Due capimastri di Acireale, Giuseppe Recupero e Giovanni Arcidiacono, potrebbero aver svolto un ruolo progettuale, e alcuni particolari architettonici dei prospetti della chiesa di San Giovanni sono tipici dei monumenti barocchi dell'area Acese e Catanese, come le caratteristiche paraste bugnate o il monumentale portale maggiore (che presenta notevoli analogie con il portale marmoreo della Cattedrale di Acireale).

### Epoca contemporanea
Il tempio fu solennemente consacrato il 30 maggio 1778, cerimonia presieduta dal vescovo di Siracusa Giovanni Battista Alagona.
- Nel 1783 fu innalzata la cupola, ricoperta all'esterno da lamine di rame durante il XX secolo.
- Nel 1848 fu rinnovata la pavimentazione mediante l'utilizzo di lastre di pietra pece, impreziosite da intarsi geometrici in pietra calcarea.

I continui ricorsi di entrambi i rettori delle due fazioni alla Congregazione dei Riti presso la Santa Sede determina il 10 dicembre 1865 la divisione civile del comune, due distinti sindaci, due duomi, l'esplicito riconoscimento di due correnti (sangiovannari e sangiorgiani), due arcipreture ciascuna col suo santo patrono: San Giovanni Battista per Ragusa superiore, San Giorgio per Ragusa.
- Il 6 maggio 1950 il tempio fu elevato alla dignità di cattedrale della diocesi di Ragusa, territorio ecclesiale staccato dall'arcidiocesi di Siracusa.[1]

Tra il 1992 e il 1995 sono state realizzate campagne di restauro dell'intero edificio.
Dal 2002, riconoscimento UNESCO e l'inserimento tra i monumenti cittadini del circuito delle Città tardo barocche del Val di Noto e nella World Heritage List.

## Descrizione

### Esterno

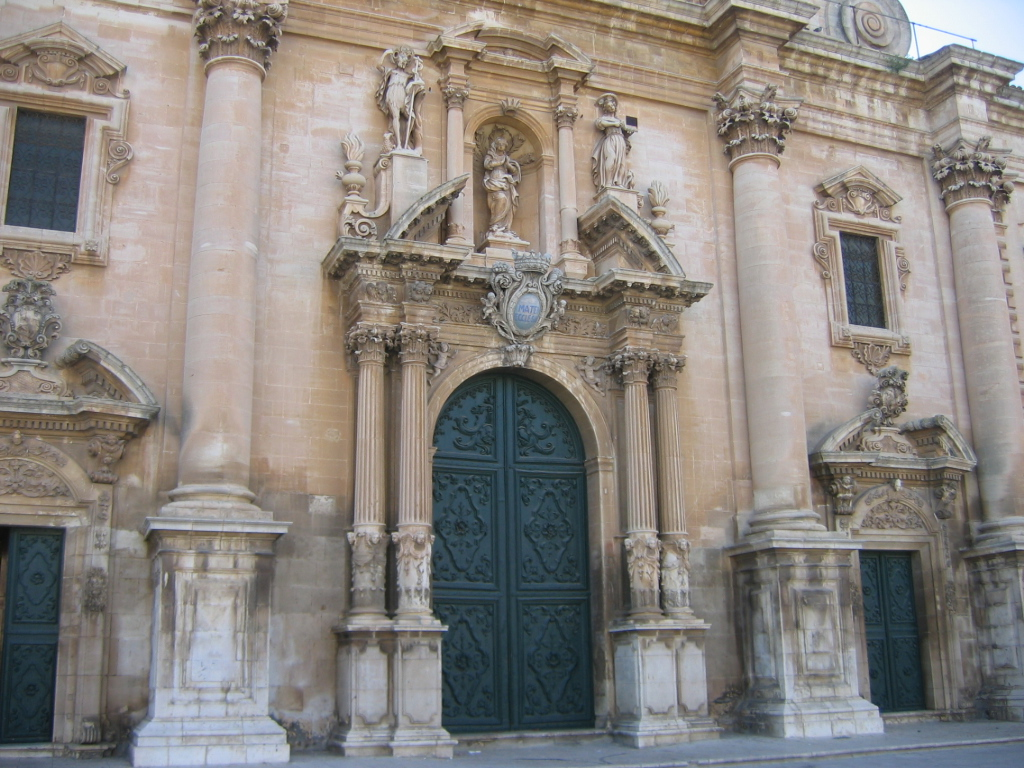
I portali della facciata

La maestosa facciata, ricca di intagli e sculture e divisa in cinque partiti da grandi colonne, su alti basamenti, e da caratteristiche lesene bugnate che si ripetono anche nei lati della costruzione, è arricchita da tre portali: quello centrale è ornato da colonne e statue di pregevole fattura che rappresentano l'Immacolata, il Battista e San Giovanni Evangelista. Davanti si apre un ampio sagrato, sopraelevato rispetto alla piazza sottostante e cinto da una balaustra in pietra pece costruita nel 1745.
Nel partito centrale si trova il portale d'ingresso, affiancato da due coppie di colonne riccamente scolpite, che reggono un timpano spezzato; ai lati le statue di San Giovanni Battista e San Giovanni Evangelista e, al centro, in una edicola, la statua dell'Immacolata. Nel secondo ordine, più modesto rispetto al primo, risaltano due grandi orologi solari datati 1751 (quello a sinistra misura il tempo in "ore italiche": dal tramonto al tramonto; quello a destra in "ore francesi": da mezzanotte a mezzanotte). La facciata contiene una campana in Mib3.
Sul lato sinistro del prospetto svetta il campanile che si innalza per circa cinquanta metri (del campanile che doveva essere costruito sul lato destro fu realizzata soltanto la base nel 1820). Presenti quattro campane in tonalità di do3.

### Interno

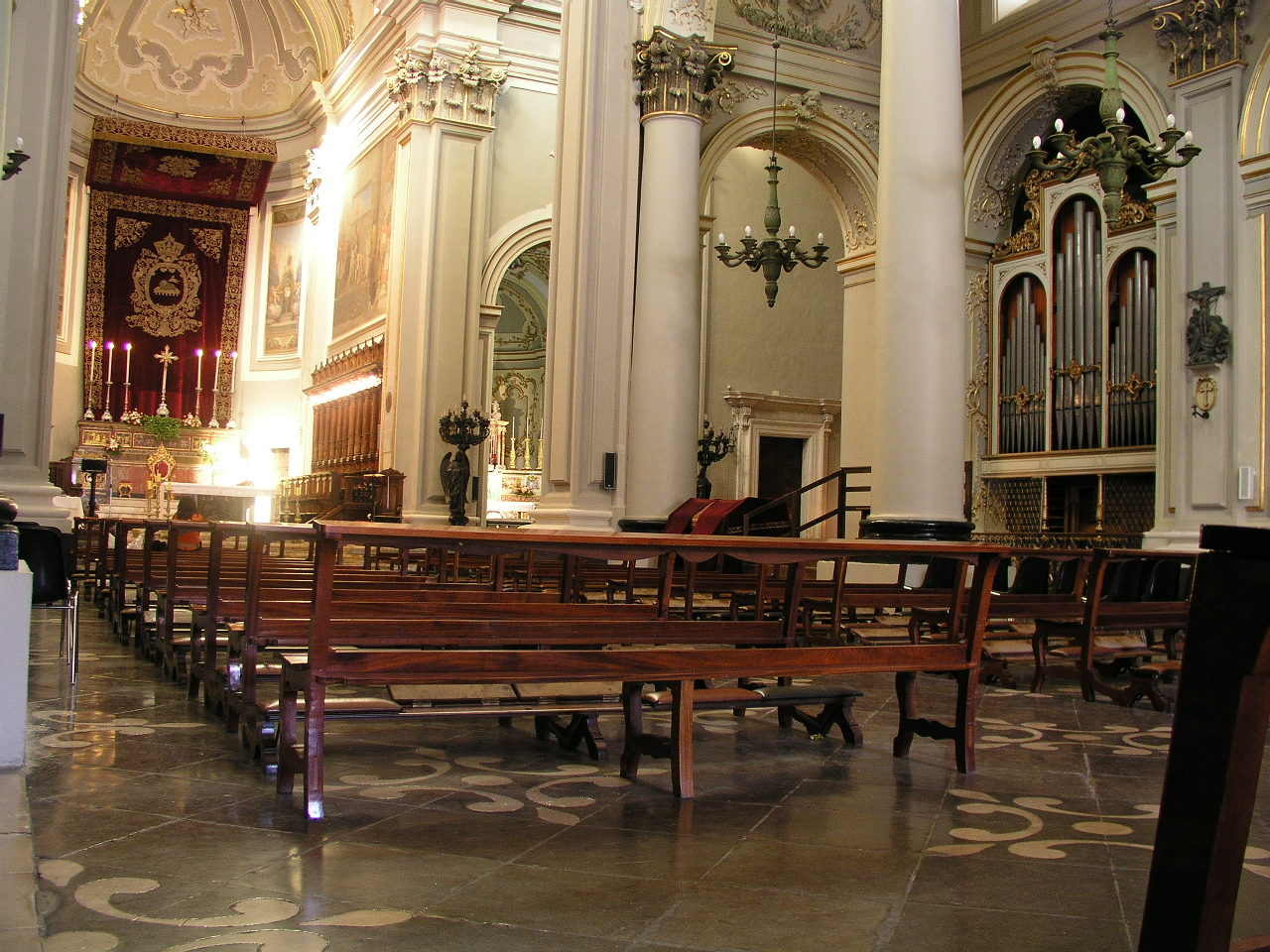
Interno.

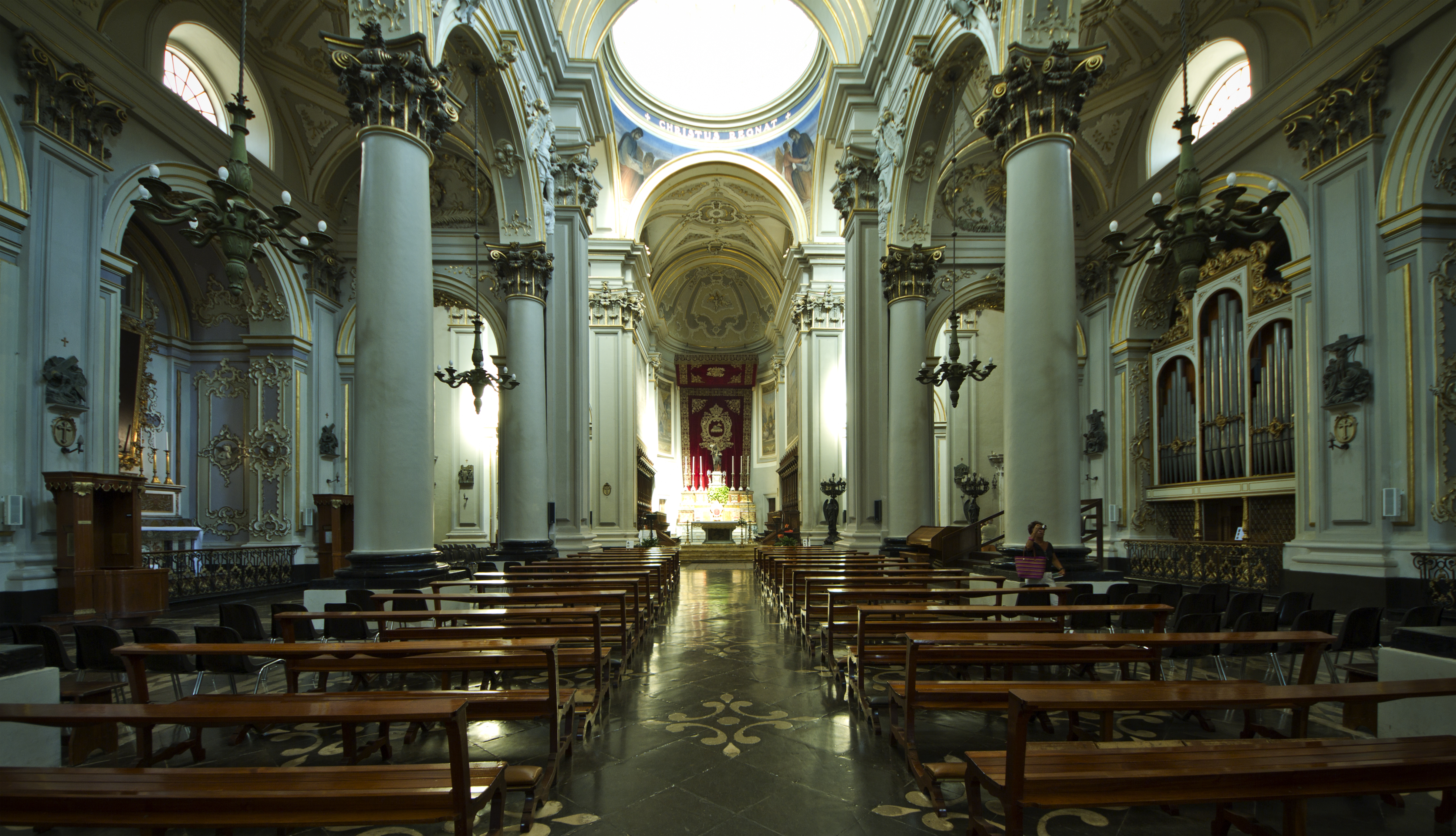
Navata.

L'interno, a croce latina, con presbiterio absidato, è in pietra pece, oggi intonacato, con capitelli riccamente scolpiti dal capomastro Carmelo Cultraro nel 1731 e successivamente dorati. Sopra le colonne si trovano grandi cartigli con i versetti della Sacra Scrittura che si riferiscono a Giovanni il Battista, scolpiti nella pietra calcarea da Crispino Corallo nel 1741, a cui successivamente vennero aggiunti gli angeli in stucco. Tra il 1776 e il 1777 Giuseppe Gianforma ed il figlio Gioacchino decorarono con pregevoli stucchi dorati di gusto rococò le volte delle navate e del presbiterio e nelle pareti dei transetti realizzarono delle grandi nicchie circondate da statue.
All'incrocio del transetto con la navata centrale, nel 1783, fu innalzata la cupola che, nei primi anni del XX secolo, fu rivestita con una copertura di lastre di rame, per eliminare le nocive infiltrazioni d'acqua piovana che ne stavano compromettendo la struttura. Nella prima metà del XIX secolo gli altari delle navate laterali originariamente in pietra calcarea riccamente scolpita e dorata, opera degli intagliatori ragusani della famiglia Cultraro, sono demoliti e trasformati in piccole cappelle, in cui vennero posti dei sobri altari in marmi policromi.

#### Navata destra
- Prima campata: Fonte battesimale. Manufatto marmoreo sormontato da scultura bronzea realizzato nel 1955 dall'artista Carmelo Cappello.
- Seconda campata: Cappella di Sant'Isidoro Agricola. Nell'edicola è custodito il dipinto raffigurante Sant'Isidoro Agricola, opera di autore ignoto del 1773.
- Terza campata: Cappella di San Gregorio Magno. Nell'edicola è custodito il dipinto raffigurante San Gregorio Magno, opera di Paolo Vetri.
- Quarta campata: Ingresso laterale destro, corso Italia.
- Quinta campata: Cappella dell'Immacolata. Nell'edicola è custodito il dipinto raffigurante Immacolata Concezione, opera di Dario Querci.
- Sesta campata: Organo. L'ambiente ospita dal 1858 il grande organo "Serassi", la monumentale cantoria in legno scolpito e dorato, oggi è posta sopra la porta maggiore.

#### Navata sinistra
- Prima campata: L'ambiente custodisce la statua lignea raffigurante San Giovanni Battista, opera scolpita nel 1838 dal maestro ragusano Carmelo Licitra, detto Giuppino.[5]
- Seconda campata: Cappella di San Giuseppe. Nella nicchia della sopraelevazione è custodita la scultura lignea raffigurante San Giuseppe di fattura napoletana.
- Terza campata: Cappella di San Filippo Neri. Nell'edicola è custodito il dipinto raffigurante San Filippo Neri ritratto in atteggiamento adorante ai piedi del Bambin Gesù, opera attribuita a Sebastiano Conca.
- Quarta campata: Ingresso laterale sinistro, corso Vittorio Veneto.
- Quinta campata: Cappella dell'Addolorata. Nell'edicola è custodito il dipinto raffigurante le Tre Marie.
- Sesta campata: Cappella del Cristo alla Colonna. Nell'edicola è custodito il dipinto raffigurante Cristo alla colonna, opera di Francesco Manno del 1780.

#### Transetto

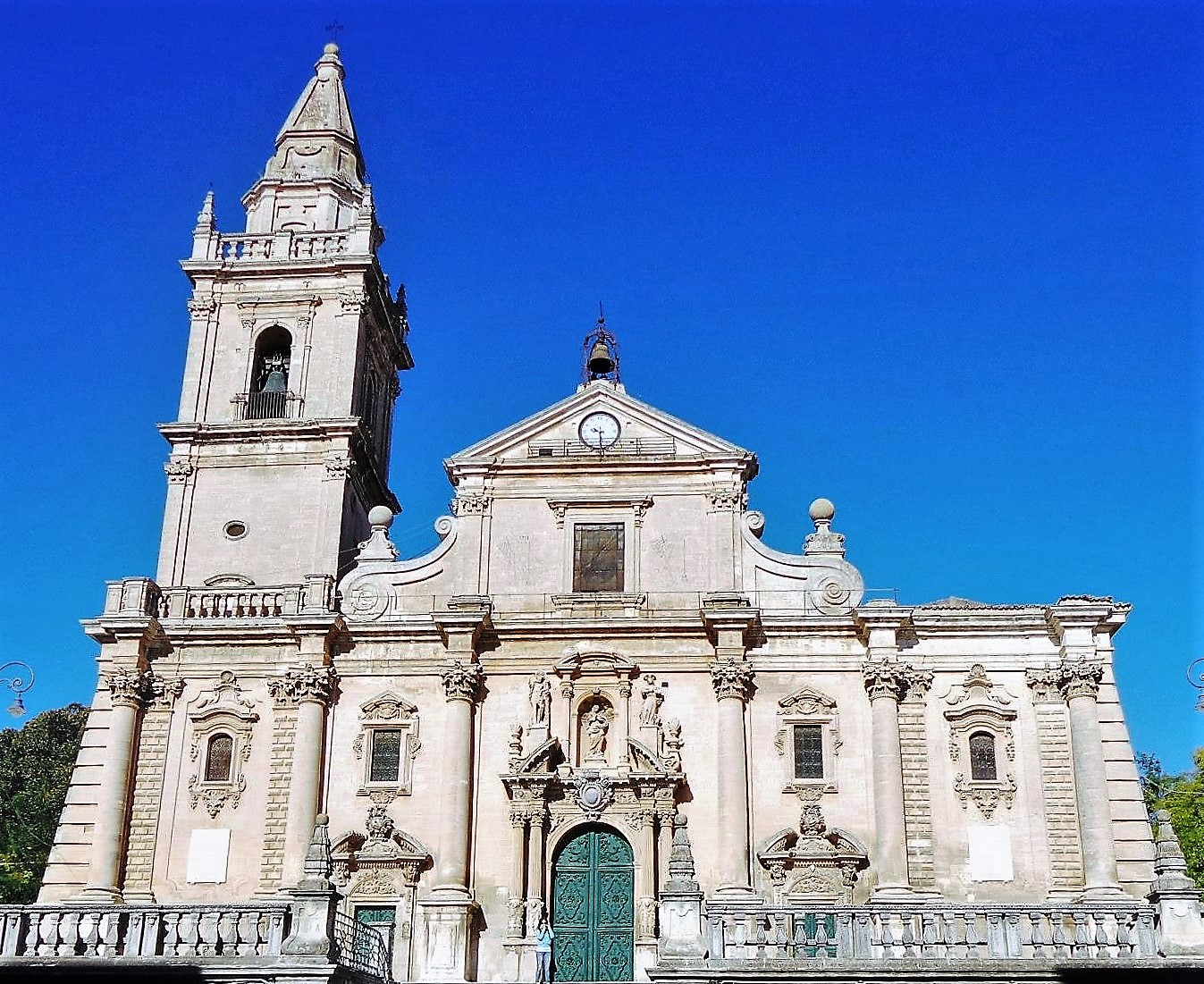
Prospetto.

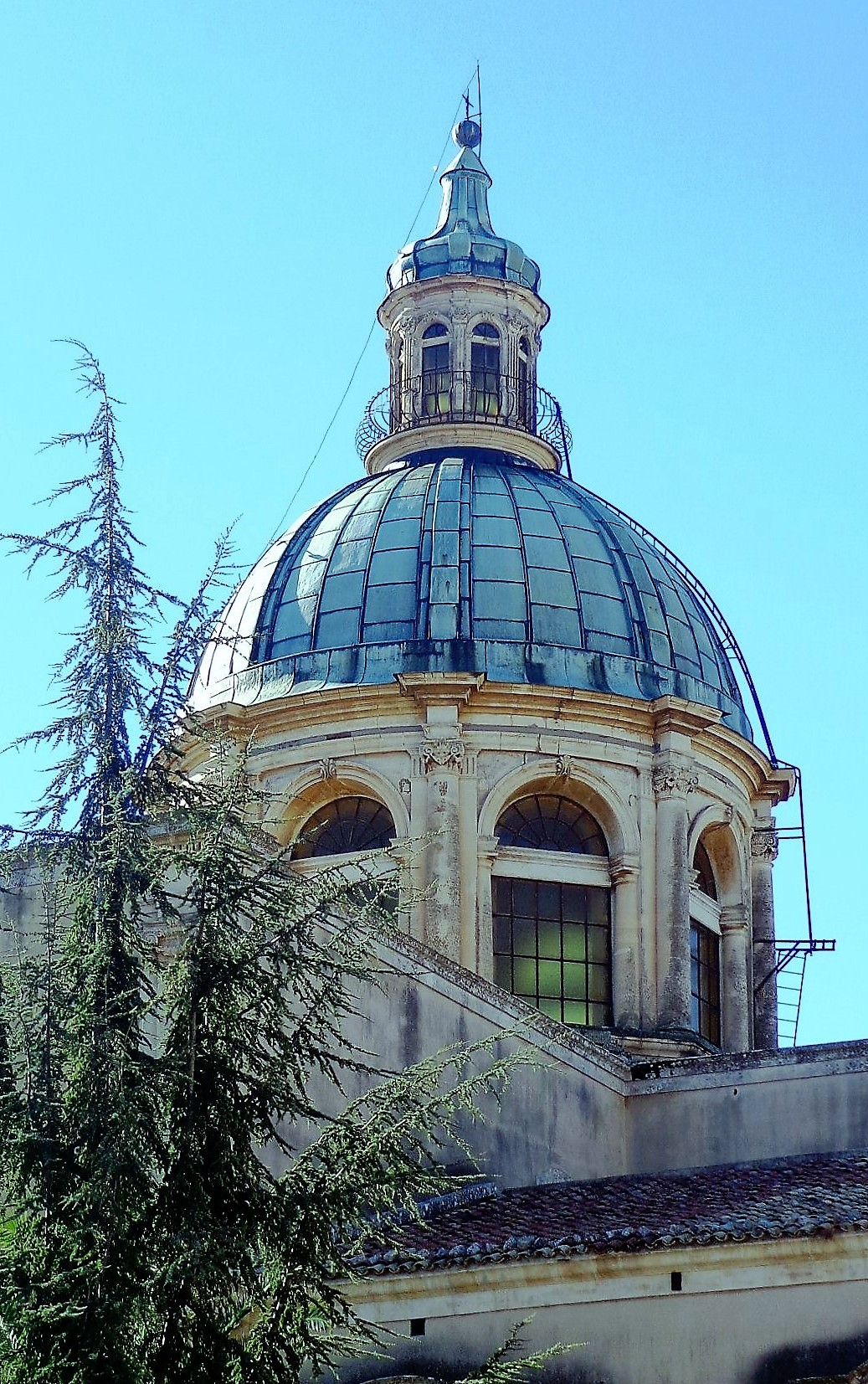
Cupola.

- Absidiola destra: Cappella del Santissimo Sacramento. Altare opera di Giuseppe Marino del 1787, altorilievi in marmo di Giuseppe Prinzi del 1870 raffiguranti il Sacrificio di Melchisedec e l'Ultima Cena.
  - Braccio destro: Cappella della Natività. un magnifico tripudio di angeli e l'Eterno Padre accrescono la bellezza del dipinto della Natività, di cui sono ignoti autore e data, ma che presenta caratteri riconducibili all'area napoletana del Settecento. Sotto l'altare un meraviglioso Presepio con statue in terracotta del 1800.
    - Aula capitolare.
- Absidiola sinistra: Cappella di San Giovanni Battista. Nel 1906 fu aggiunto il quadro raffigurante San Giovanni giovane nel deserto, vero e proprio ex voto per la presenza della piccola marchesa Schininà, opera di Paolo Vetri. Completano l'ambiente altorilievi marmorei del 1800 raffiguranti la Nascita del Precursore e la Decollazione del Battista.
  - Braccio sinistro: Cappella della Madonna del Buon Consiglio o Altare del Crocifisso. Stucchi raffiguranti le tre Virtù teologali Fede, Speranza e Carità circondano un Crocifisso bronzeo.
    - Sacrestia.

Altare maggiore e presbiterio:
Nel 1926 furono affrescati le pareti dell'altare maggiore con storie della vita del Battista (Predicazione e la Decapitazione del Battista, Santa Elisabetta e San Zaccaria) da Primo Panciroli, mentre i quattro Evangelisti affrescati sui pennacchi e il battistero, con storie dell'antico e nuovo Testamento, furono affrescati da Salvatore Cascone rispettivamente nel 1933 e 1954.

## Organo
Autori F.lli Serassi Bergamo 1857 n. 641 successivamente ampliato nel 1968 dalla ditta Tamburini di Crema.
La facciata, divisa in tre campate, conta 23 canne facente parte del registro Principale di 16', disposte a cuspide nella forma (9-5-9). Al di sotto, si conserva ancora la vecchia consolle di due manuali a trasmissione meccanica. L'intervento di ampliamento, ha portato lo strumento a tre manuali con una consolle a trasmissione elettrica formata da 61 tasti e pedaliera radiale di 32 note, con un totale di 85 registri (i registri spezzati "bassi/soprani" sono stati uniti).
Sotto viene riportata la seguente disposizione fonica:
| I - Organo eco            | I - Organo eco | II - Grand'organo       | II - Grand'organo | III - Organo Espressivo | III - Organo Espressivo | Pedale           | Pedale  | Comandi accessori | Comandi accessori |
| Principale                | 8'             | Principale              | 16'               | Bordone                 | 8'                      | Contrabbasso     | 16'     | Grave I (III)     |                   |
| Ottava                    | 4'             | Principale I            | 8'                | Viola da gamba          | 8'                      | Principale       | 16'     | Grave II (I, III) |                   |
| XV                        | 2'             | Principale II           | 8'                | Principalino            | 8'                      | Subbasso         | 16'     | Grave III         |                   |
| XIX                       | 1 1/3'         | Ottava I                | 4'                | Flauto ottaviante       | 4'                      | Quinta           | 10 2/3' | Sopra I (III)     |                   |
| XXII - XXVI - XXIX        |                | Ottava II               | 4'                | Nazardo                 | 2 2/3'                  | Basso            | 8'      | Sopra II (I, III) |                   |
| Flauto in cammino soprani | 8'             | XII                     | 2 2/3'            | Flautino                | 2'                      | Bordone          | 8'      | Sopra III         |                   |
| Flauto in VIII soprani    | 8'             | XV                      | 2'                | Pienino                 | 3 file                  | Violone          | 8'      | Unione I-III      |                   |
| Viola bassi               | 4'             | XV - XIX                |                   | Tromba dolce            | 8'                      | Ottava           | 4'      | Unione II-III     |                   |
| Cornetto soprani          | 3 file         | XIX - XXII              |                   | Voce celeste            | 8'                      | Ripienino 4 file | 2 2/3'  | Unione II-I       |                   |
| Violoncello soprani       | 16'            | XXVI - XXIX             |                   | Tremolo                 |                         | Bombarde         | 16'     | Unione P-I        |                   |
| Oboe                      | 8'             | Quattro di ripieno      |                   |                         |                         | Trombone         | 8'      | Unione P-II       |                   |
| Clarone bassi             | 4'             | Corno di caccia soprani | 16'               |                         |                         | Clarone          | 4'      | Unione P-III      |                   |
| Voce umana                | 8'             | Flauto a becco soprani  | 8'                |                         |                         | Claroncino       | 2'      | Sopra P-I         |                   |
| Tremolo                   |                | Flauto forte soprani    | 8'                |                         |                         |                  |         | Sopra P-II        |                   |
|                           |                | Flauto in VIII soprani  | 4'                |                         |                         |                  |         | Sopra P-III       |                   |
|                           |                | Ottavino soprani        | 2'                |                         |                         |                  |         |                   |                   |
|                           |                | Viola                   | 8'                |                         |                         |                  |         |                   |                   |
|                           |                | Violetta bassi          | 4'                |                         |                         |                  |         |                   |                   |
|                           |                | Cornetto I soprani      |                   |                         |                         |                  |         |                   |                   |
|                           |                | Cornetto II soprani     |                   |                         |                         |                  |         |                   |                   |
|                           |                | Tromba soprani          | 16'               |                         |                         |                  |         |                   |                   |
|                           |                | Corno inglese soprani   | 16'               |                         |                         |                  |         |                   |                   |
|                           |                | Fagotto bassi           | 8'                |                         |                         |                  |         |                   |                   |
|                           |                | Tromba soprani          | 8'                |                         |                         |                  |         |                   |                   |
|                           |                | Clarone bassi           | 4'                |                         |                         |                  |         |                   |                   |
|                           |                | Violoncello             | 4'                |                         |                         |                  |         |                   |                   |
|                           |                | Voce umana              | 8'                |                         |                         |                  |         |                   |                   |
|                           |                | Voce flebile            | 8'                |                         |                         |                  |         |                   |                   |

## Opere
Tela della Passione o taledda: telerio di enormi dimensioni collocato come velatura dell'abside durante il periodo quaresimale. La monumentale opera raffigura la Crocefissione di straordinaria potenza artistica. L'ignoto autore, utilizzando la tecnica della monocromia di tonalità grigia, la realizzò tra il 1773 e il 1792 ed è tra le più antiche tra quelle esistenti nella provincia di Ragusa.
- 1513, San Giovanni Battista, statua in pietra, primitivo simulacro raffigurante il santo patrono.[7]
- 1756 ante, Martirio dei Santi Cosma e Damiano, pala d'altare autografa custodita nell'ufficio del parroco, opera di Matteo Battaglia.

## Palazzo vescovile
- Palazzo vescovile Schininà di Sant'Elia.

## Museo
- Museo della cattedrale di San Giovanni Battista di Ragusa.

## Feste religiose
- 15 - 24 giugno, San Giovanni Battista, Dies natalis. Solenne festa liturgica per celebrare la natività del Precursore.[8]
- 19 - 29 agosto, San Giovanni Battista.[8] Festa liturgica e funzione processionale per celebrare il martirio del Precursore, patrono della città e della diocesi. Sarcia[9] e Cuccagna, tradizioni documentate.[10]
- 29 di ogni mese. Festa liturgica documentata, esposizione della reliquia.[8]